# باجاباج
باجاباج هي قرية في مقاطعة هريس، إيران. عدد سكان هذه القرية هو 342 في سنة 2006.